# 富士市立東小学校
富士市立東小学校（ふじしりつ ひがししょうがっこう）は、静岡県富士市西舩津にある公立小学校である。富士市の東端に位置する。
須津小学校、須津中学校の3校で小中一貫教育（連携型）を行っている。

## 沿革
- 1956年（昭和31年）
  - 4月1日 - 「吉原市立吉原東小学校」として創立[2][3]。
  - 4月2日 - 開校[4]。沼津市立浮島小学校（仮校舎）にて開校式を開催[2]。
  - 9月1日 - 現在地に校舎が完成し、移転[2]。
- 1959年（昭和34年）3月14日 - 給食室を落成[2]。
- 1964年（昭和39年）9月1日 - 校歌を制定（作詞作曲：高橋清[5]）[2]。
- 1965年（昭和40年）9月20日 - プールを落成[2]。
- 1966年（昭和41年）11月1日 - 富士市への合併により、「富士市立東小学校」に改称[2]。
- 1973年（昭和48年）1月13日 - 体育館を落成[2]。
- 1979年（昭和54年）
  - 4月14日 - 南校舎落成記念式典を開催[2]。
  - 12月20日 - 新たな給食室を落成[2]。
- 1988年（昭和63年）11月2日 - 健康優良校として表彰される[2]。
- 1992年（平成4年）3月24日 - 北校舎を落成[2]。
- 2002年（平成14年）3月16日 - かがやき池を設置[2]。
- 2003年（平成15年）4月1日 - 3学期制から2学期制へ移行[2]。
- 2004年（平成16年）1月26日 - 学校給食優良校として表彰される[2]。
- 2005年（平成17年）
  - 1月28日 - 県体力アップコンテストみんなでリレーの1年生の部で1位となる[2]。
  - 6月11日 - 創立50周年記念式典・プール落成式を開催[2]。
  - 10月6日 - アイディア貯金箱コンクールにて学校賞を受賞[2]。
  - 11月25日 - 静岡県健康推進優良校として表彰される[2]。
- 2006年（平成18年） - 自然保護環境美化活動指定校となる[4]。
- 2008年（平成20年）10月4日 - 30人31脚県大会にて6年生が2位入賞[2]。
- 2009年（平成21年）4月1日 - 浮島児童クラブを開設[2]。
- 2010年（平成22年）10月19日 - 体育館耐震工事を実施。オープンセレモニーを開催[2]。
- 2011年（平成23年）
  - 9月28日 - 本部棟の耐震補強工事が完了[2]。
  - 10月14日 - 給食室の耐震補強工事が完了[2]。
- 2014年（平成26年）
  - 11月25日 - 全国野生生物保護実績発表大会にて奨励賞を受賞[2]。
  - 11月27日 - 静岡県学校環境衛生活動優良学校として表彰される[2]。
- 2015年（平成27年）1月22日 - 富士市学校給食優良校を受賞[2]。
- 2018年（平成30年）2月14日 - 静岡県新体力テストにて、優秀校（女子）および優良賞（男子）を受賞[2]。
- 2019年（令和元年）6月22日 - 低炭素型空調設備を導入[2]。
- 2020年（令和2年）3月 - 校舎北側学校園移設に伴う工事、校舎北側出入口の改修工事を実施[2]。
- 2024年（令和6年） - 連携型小中一貫教育を本格始動[6]。

## 施設概要
主な施設。校地面積は14,426平方メートル。
- 校舎 - 面積は2,535平方メートル[4]。
  - 南校舎棟 - 1979年竣工の鉄筋コンクリート造2階建て[7]。
  - 北校舎棟 - 1992年竣工の鉄筋コンクリート造2階建て[7]。
  - 給食棟 - 1979年竣工の鉄骨造平屋建て[7]。
- 屋内運動場（体育館） - 1973年竣工の鉄骨造平屋建て[2][7]。面積は532平方メートル[4]。
- プール
- 校庭
- 学校園

## 通学区域
浮島町1・2・3丁目が対象。なお特別支援学級は設置していないため、特別支援児童は須津小学校へ通学する。

## 進学先の中学校
- 富士市立須津中学校[8]

## アクセス
- 富士急静岡バス「船津」停留所から徒歩で約8分

## 周辺
- 浮島まちづくりセンター
- 浮島緑地公園